# Предельта (національний парк)
Національний парк Предельта — національний парк в Аргентині, розташований у південно-західній частині провінції Ентре-Ріос, за 6 км на південь від міста Діаманте, у дельті річки Парана. Парк було засновано 13 січня 1992 року, має площу 24,58 км². Парк має на меті захист видів верхньої дельти річки Парана.